# Stazione di Reggio Santa Croce
La stazione di Reggio Santa Croce è una stazione ferroviaria di Reggio Emilia, posta lungo la linea ferrovia Reggio Emilia-Guastalla. È la quarta stazione della città per numero di passeggeri.
È gestita da Ferrovie Emilia Romagna (FER).

## Galleria d'immagini

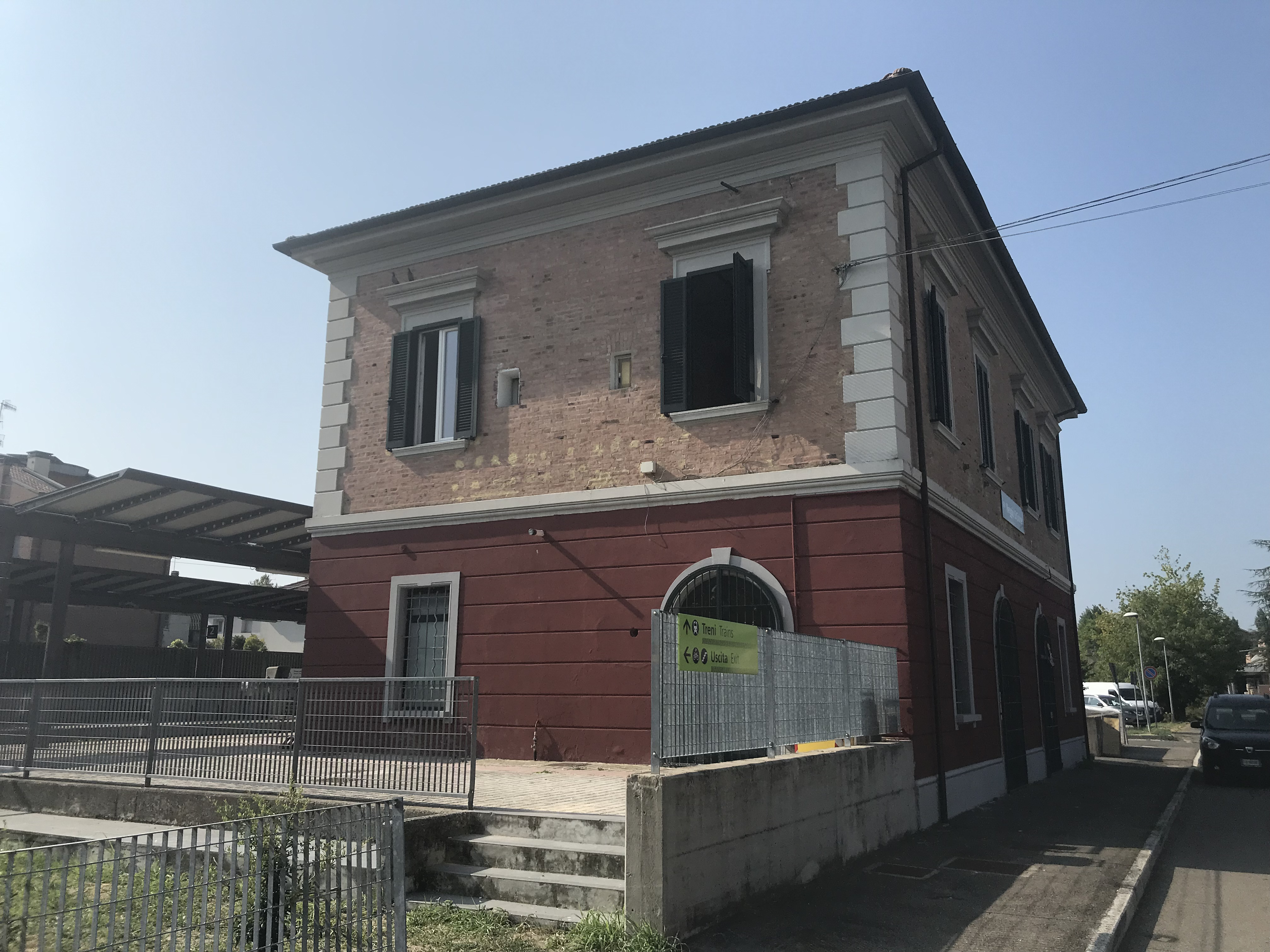
Stazione di Reggio Santa Croce. Lato nord
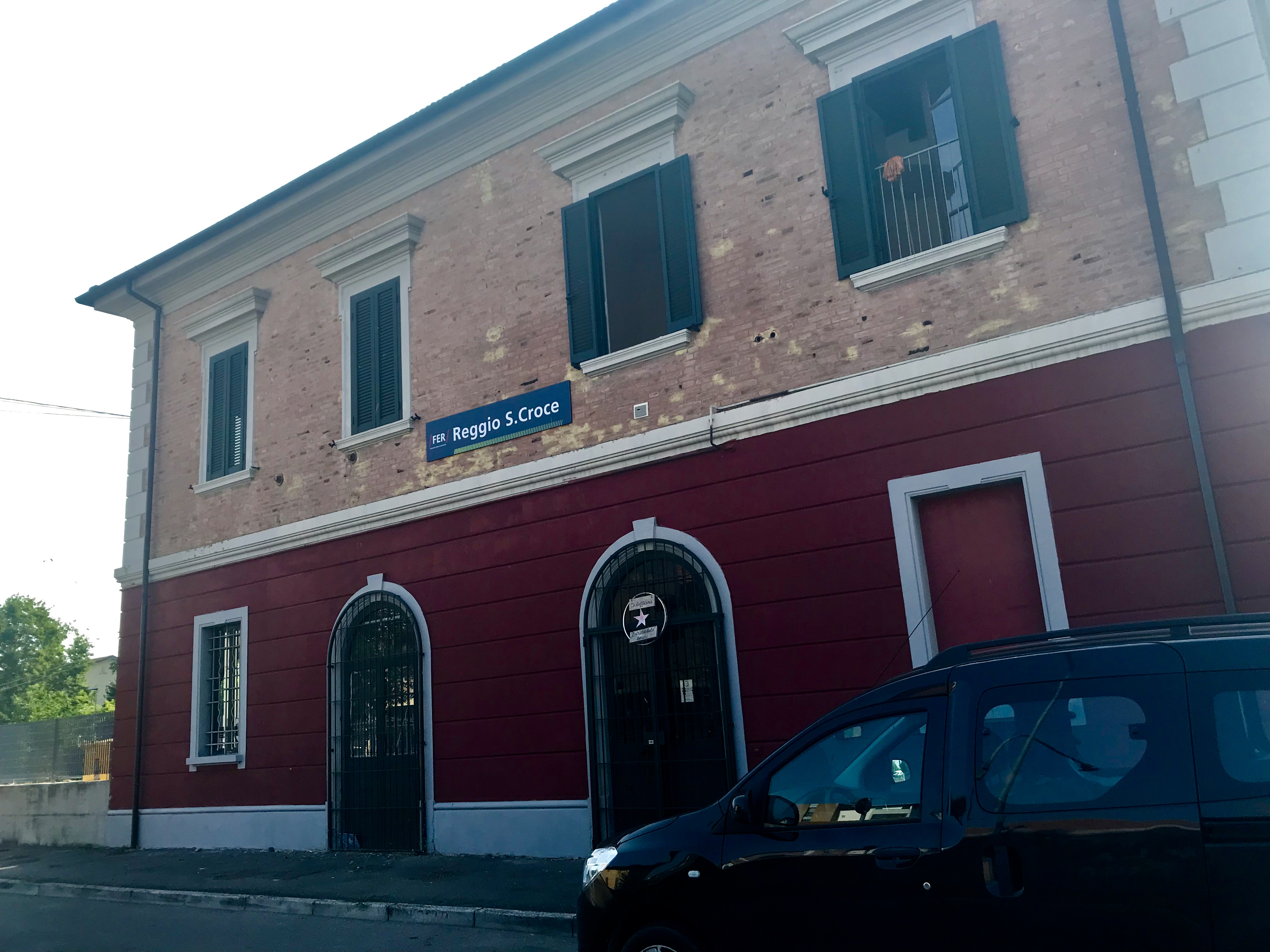
Stazione di Reggio Santa Croce. La facciata
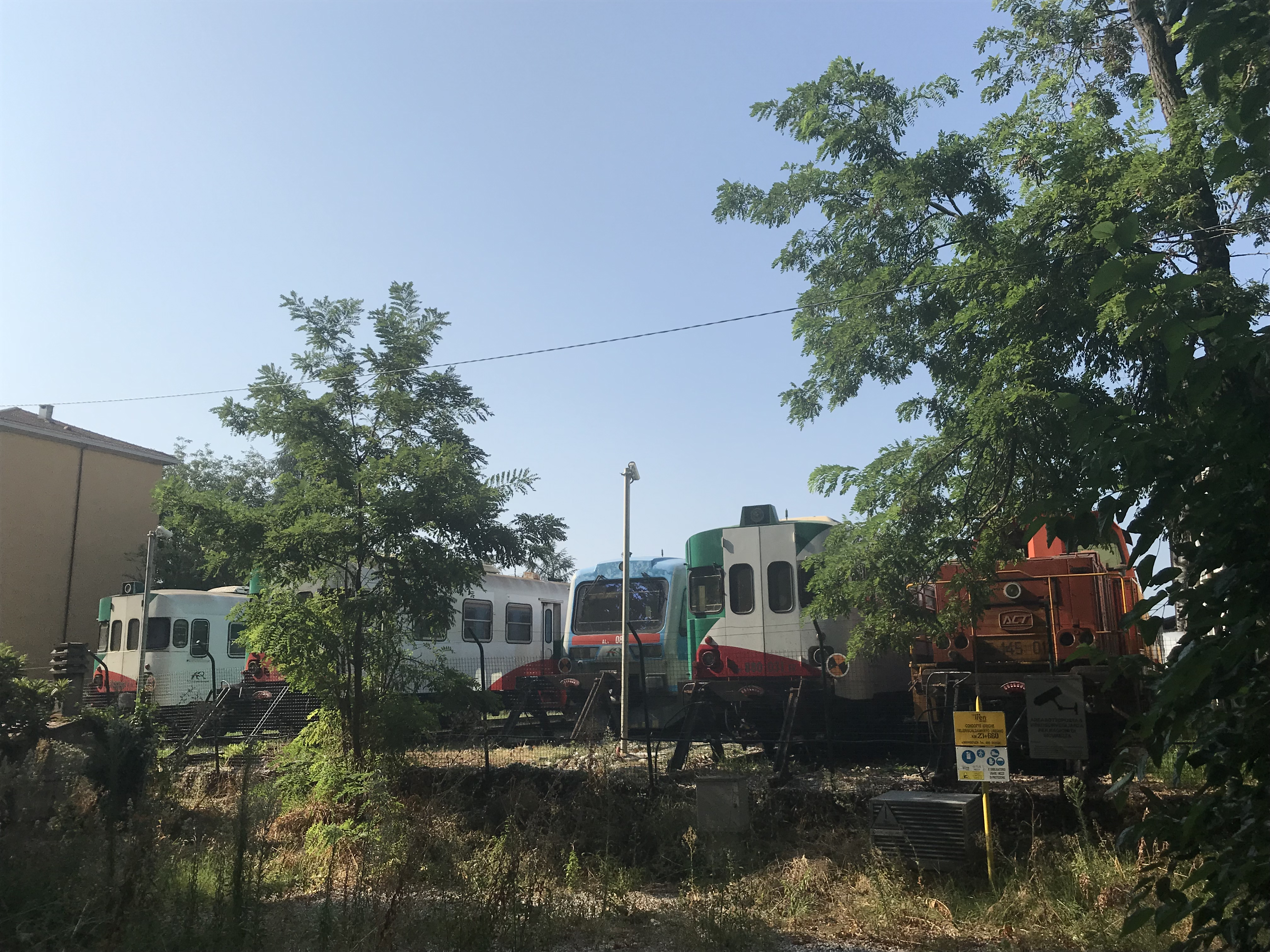
Il deposito locomotive di Reggio Emilia, in via Talami, nei pressi di Reggio Santa Croce
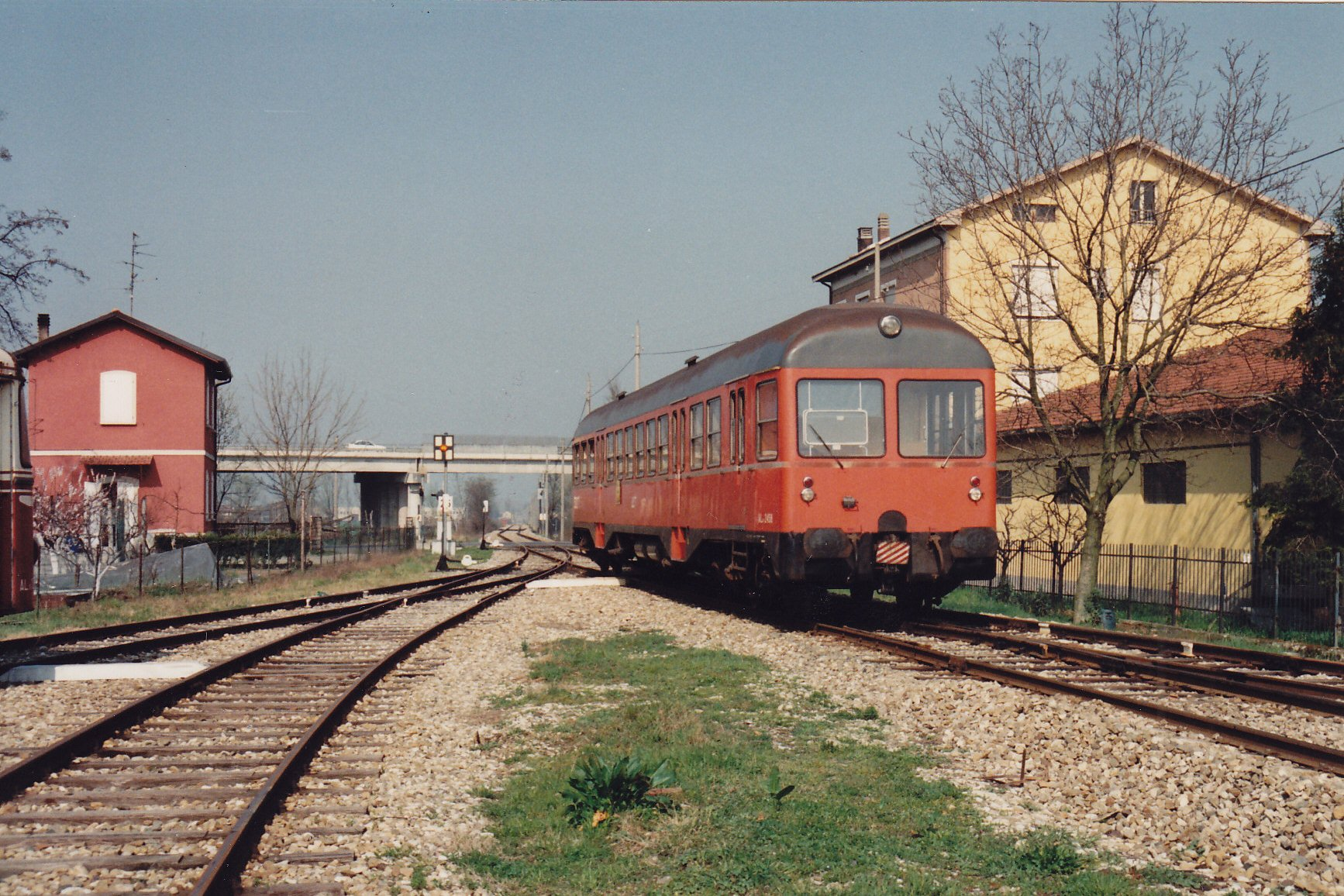
Automotrice Mak dell'ACT a Reggio Santa Croce nel 1988

## Storia
La stazione fu aperta nel 1926 dalla SAFRE, come parte della linea Reggio Emilia-Boretto, oggi soppressa, e della linea Reggio Emilia-Guastalla.

## Strutture e impianti
I binari di stazione sono serviti da marciapiedi alti (55 cm), che consentono l'incarrozzamento a raso. È presente un sottopasso.
Il sistema di informazioni ai viaggiatori è esclusivamente sonoro, senza tabelloni video di stazione.

## Movimento
La stazione è servita da treni regionali svolti da Trenitalia Tper nell'ambito del contratto di servizio stipulato con la regione Emilia-Romagna.
A novembre 2019, la stazione risultava frequentata da un traffico giornaliero medio di circa 404 persone (185 saliti + 219 discesi).